# Saint-Eutrope (Plougonven)
Saint-Eutrope est un village de la commune de Plougonven dans le département du Finistère, en Bretagne. Il tire son nom de l'église et de l'ancienne trève éponyme.

## Histoire
Ancien quartier de la paroisse de Plougonven qui avait pour chef-lieu le village de Guélétréo, Saint-Eutrope est érigé en trève le 8 janvier 1651 par une sentence  de l'évêque de Tréguier. La localité doit son nom à l'essor du culte de saint Eutrope développé à partir de 1442 par le seigneur de Rosampoul, ancien gouverneur de Saintonge, et sa femme Louise Beschet (ou Béchet). La chapelle fut "dédiée au glorieux évêque de Saintes parce que Louise Béchet était la fille du sieur des Landes au pays de Saintonge".
En 1780, le prêtre de Saint-Eutrope est Jean-François-Alexandre Largenton (ou L'Archanton): on le décrit comme « s'étant abandonné à l'ivrognerie », mais jugé « doux mais dépourvu de tête et de conduite ». Un autre prêtre, Pierre-Paul Le Houérou, vicaire de Saint-Eutrope en 1791, refuse de prêter le serment de fidélité à la Constitution civile du clergé, part en exil à Jersey avant de revenir se cacher à Tréguier où il meurt le 27 décembre 1792.

## L'église
La première chapelle a été construite dès 1442 et devient vite un centre de dévotion : dès 1474 une bulle pontificale accorde 100 jours d'indulgences à qui visitera la chapelle et "vere penitentibus et confessis" ("viendra s'y confesser et y faire pénitence"). À partir de là, le culte de ce saint pourtant sans attaches bretonnes s'est répandu. La tombe armoriée des du Parc, seigneurs de Rosampoul, s'élevait au milieu du chœur avant d'être déplacée dans le cimetière entourant l'église. Le tombeau portait la statue couchée d'Yves du Parc, seigneur de Kergadou, maire de Morlaix en 1615, père de François du Parc, seigneur de Rosampoul, conseiller au Parlement de Bretagne en 1634. Ce tombeau se trouve désormais au musée départemental breton de Quimper. Le blason des Kerloaguen, seigneurs du lieu, s'y trouvaient au-dessus du maître-autel et la maîtresse-vitre portait les armes de Bretagne et celles des Leyier de Rosampoul.
Cette chapelle, devenue église tréviale, est démolie vers 1780 et reconstruite entre 1784 et 1790. Son clocher porte une inscription en breton signifiant: "La Providence par sa largesse, fournissant à la pauvreté, et s'unissant à la charité; élevé cette église 1785".
L'église actuelle a été restaurée au XXe siècle.
Deux calvaires existent à Saint-Eutrope, l'un du XVIe, l'autre du XIXe.

## Les foires de Saint-Eutrope
Vers 1840, huit foires se tenaient chaque année à Saint-Eutrope, spécialisées dans la vente des bêtes à cornes, des porcs et des chevaux, le 2e mercredi des mois de février, avril, juin, août, octobre et décembre ainsi que les 30 avril et 9 octobre. Le sous-préfet de Morlaix fait remarquer que ces foires se tiennent depuis un temps immémorial, qu'elles sont toutes importantes et très suivies, particulièrement pour les bovins et « que les bouchers des villes et les marchands des îles de Jersey et de Guernesey viennent faire des achats considérables de bœufs gras. On y vend aussi un grand nombre de vaches et de veaux gras. Les chevaux y sont peu nombreux ».

## Le village actuel
Le village possède une école Jacques-Yves Cousteau, qui scolarise 94 élèves à la rentrée 2015.